# Cagnò
Cagnò (IPA: /kaɲˈɲɔ/, Ciagnòu o Cignòu in noneso) è stato un comune italiano di 331 abitanti della provincia autonoma di Trento in Trentino-Alto Adige. Dal 1º gennaio 2020 è frazione del comune di Novella, a seguito della fusione con i comuni di Brez, Cloz, Revò e Romallo. Si trova in Val di Non, ai confini con la provincia autonoma di Bolzano, ed è affacciato sul lago di Santa Giustina.

## Origini del nome
Secondo Giovanni Battista a Prato, che propose lo stemma adottato dal comune, il toponimo avrebbe un richiamo al cane, in trentino cagn. Invece secondo E. Lorenzi, che nel 1932 pubblicò un Dizionario toponomastico tridentino, il nome deriverebbe da cuneatum, cuneus, ovvero un cuneo che si spinge verso la valle. Questa interpretazione è sostenuta anche da Schneller nel suo Tirolische Namenforschungen.

## Storia
Nell'anno 1807 il governo bavarese abolì le regolanie e i regolani furono sostituiti dai sindaci e capocomuni. Fu così che nel 1810 Cagnò formò con Romallo e Revò un comune unico con sede in Revò. Nel 1817 avvenne la prima ricostituzione in comune autonomo.
Nel 1928 il comune di Cagnò venne nuovamente soppresso assieme a quello di Romallo, rendendoli frazioni di Revò. Nel 1950, dopo la fine della Seconda guerra mondiale e la caduta del fascismo, i comuni di Cagnò (Censimento 1936: pop. res. 406) e Romallo (Censimento 1936: pop. res. 638) vennero ripristinati.

### Simboli
Lo stemma e il gonfalone del comune di Cagnò erano stati approvati con deliberazione della Giunta provinciale del 10 novembre 1989, n. 13636.
Stemma
Ornamenti: A destra una fronda d'alloro fogliata al naturale fruttifera di rosso; a sinistra una fronda di quercia fogliata e ghiandifera al naturale legate da un nodo nero, argento, rosso.»
Gonfalone

## Monumenti e luoghi d'interesse

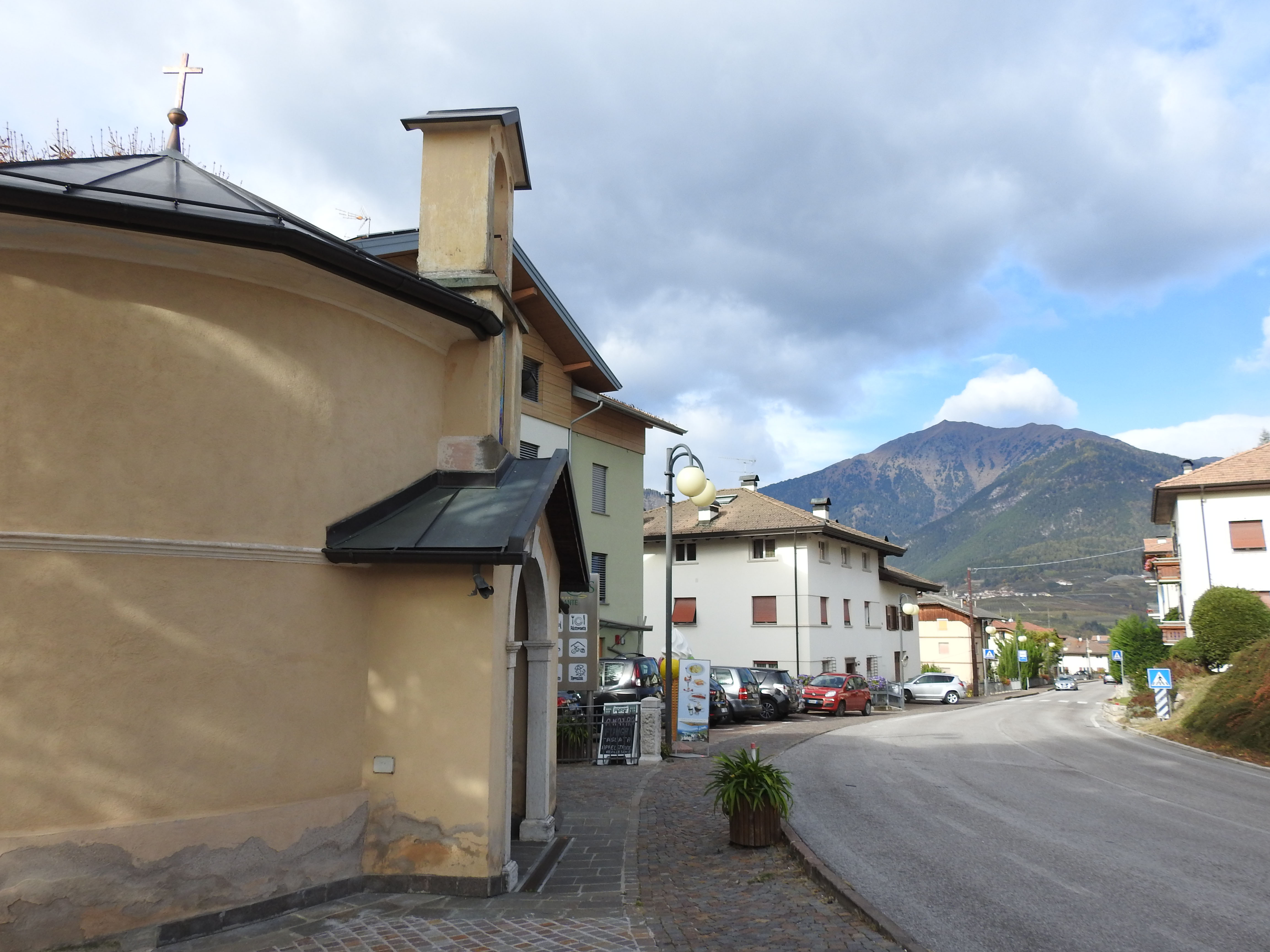
Cagnò - Via Nazionale

### Architetture religiose
- Chiesa di San Valentino, documentata nel 1409, ampliata nell'ultimo quarto del XIX secolo.[12]
- Cappella del Rosario, eretta nel 1893 grazie a offerte degli emigrati e degli abitanti del paese. Il campaniletto venne aggiunto successivamente nel 1934. L'interno è abbellito da una statua della Madonna di Pompei, opera dello scultore gardenese Giovanni Vincenzo Messner, e risalente al 1981.[9]

### Architetture militari
- Castel Cagnò (XIII secolo), in rovina.[13]

## Società

### Evoluzione demografica
Abitanti censiti

## Amministrazione
| Periodo        | Periodo          | Primo cittadino | Partito      | Carica  | Note   |
| -------------- | ---------------- | --------------- | ------------ | ------- | ------ |
| 17 maggio 2010 | 10 maggio 2015   | Ivan Dalpiaz    | Lista civica | Sindaco | [ 15 ] |
| 11 maggio 2015 | 31 dicembre 2019 | Ivan Dalpiaz    | Lista civica | Sindaco |        |